# Henriettella cuneata
Henriettella cuneata là một loài thực vật có hoa trong họ Mua. Loài này được (Standl.) Gleason mô tả khoa học đầu tiên năm 1931.